# MTV Video Music Award para Canção do Ano
O MTV Video Music Award para Canção do Ano (em inglês, MTV Video Music Award for Song of the Year) é um prêmio concedido no MTV Video Music Awards. O prêmio foi apresentado pela primeira vez em 2018 e é um dos prêmios mais importantes da premiação.
O número de indicados foi de seis de 2018 a 2022 e em 2024, de sete em 2023 e em 2025 é de dez.

## Vencedores e indicados

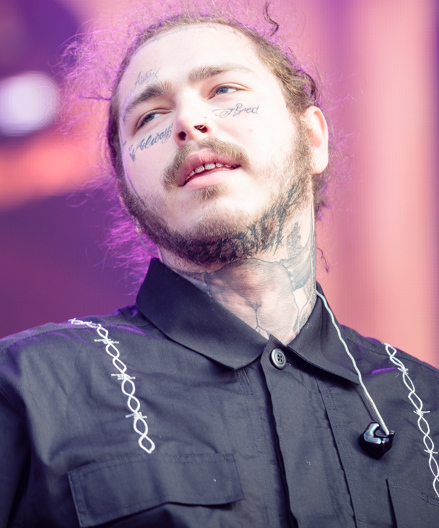
Post Malone foi o primeiro artista a vencer o prêmio, em 2018

### Década de 2010
| Ano  | Vencedor(a)                                                        | Indicados | Ref.  |
| ---- | ------------------------------------------------------------------ | --- | ----- |
| 2018 | Post Malone (com part. de 21 Savage) - "Rockstar"                  | - Camila Cabello (com part. de Young Thug) – "Havana" - Drake – "God's Plan" - Dua Lipa – "New Rules" - Bruno Mars (com part. de Cardi B) – "Finesse (Remix)" - Ed Sheeran – "Perfect" | [ 1 ] |
| 2019 | Lil Nas X (com part. de Billy Ray Cyrus) — "Old Town Road (Remix)" | - Drake – "In My Feelings" - Ariana Grande — "Thank U, Next" - Jonas Brothers — "Sucker" - Lady Gaga e Bradley Cooper – "Shallow" - Taylor Swift — "You Need to Calm Down"             | [ 2 ] |

### Década de 2020
| Ano  | Vencedor(a)                              | Indicados | Ref.  |
| ---- | ---------------------------------------- | --- | ----- |
| 2020 | Lady Gaga e Ariana Grande – "Rain on Me" | - Doja Cat – "Say So" - Billie Eilish – "Everything I Wanted" - Megan Thee Stallion – "Savage" - Post Malone – "Circles" - Roddy Ricch – "The Box" | [ 3 ] |
| 2021 | Olivia Rodrigo – "Drivers License"       | - 24kGoldn (com part. de Iann Dior) – "Mood" - BTS – "Dynamite" - Cardi B (com part. de Megan Thee Stallion) – "WAP" - Dua Lipa – "Levitating" - Bruno Mars, Anderson .Paak, e Silk Sonic – "Leave the Door Open" | [ 4 ] |
| 2022 | Billie Eilish – "Happier Than Ever"      | - Adele – "Easy on Me" - Doja Cat – "Woman" - Elton John e Dua Lipa – "Cold Heart (Pnau Remix)" - Lizzo – "About Damn Time" - The Kid Laroi e Justin Bieber – "Stay" | [ 5 ] |
| 2023 | Taylor Swift – "Anti-Hero"               | - Miley Cyrus – "Flowers" - Olivia Rodrigo – "Vampire" - Rema e Selena Gomez – "Calm Down" - Sam Smith e Kim Petras – "Unholy" - Steve Lacy – "Bad Habit" - SZA – "Kill Bill" | [ 6 ] |
| 2024 | Sabrina Carpenter – "Espresso"           | - Beyoncé – "Texas Hold 'Em" - Jack Harlow – "Lovin on Me" - Kendrick Lamar – "Not Like Us" - Taylor Swift com part. de Post Malone – "Fortnight" - Teddy Swims – "Lose Control" | [ 7 ] |
| 2025 |                                          | - Alex Warren – "Ordinary" - Billie Eilish – "Birds of a Feather" - Doechii – "Anxiety" - Ed Sheeran – "Sapphire" - Gracie Abrams – "I Love You, I’m Sorry" - Lady Gaga e Bruno Mars – "Die with a Smile" - Lorde – "What Was That" - Rosé e Bruno Mars – "Apt." - Tate McRae – "Sports Car" - The Weeknd e Playboi Carti – "Timeless" | [ 8 ] |

## Artistas com mais indicações
4 indicações
- Bruno Mars

3 indicações
- Billie Eilish
- Dua Lipa
- Lady Gaga
- Post Malone
- Taylor Swift

2 indicações
- Ariana Grande
- Cardi B
- Doja Cat
- Drake
- Megan Thee Stallion
- Olivia Rodrigo